# Giacomo II di Urgell

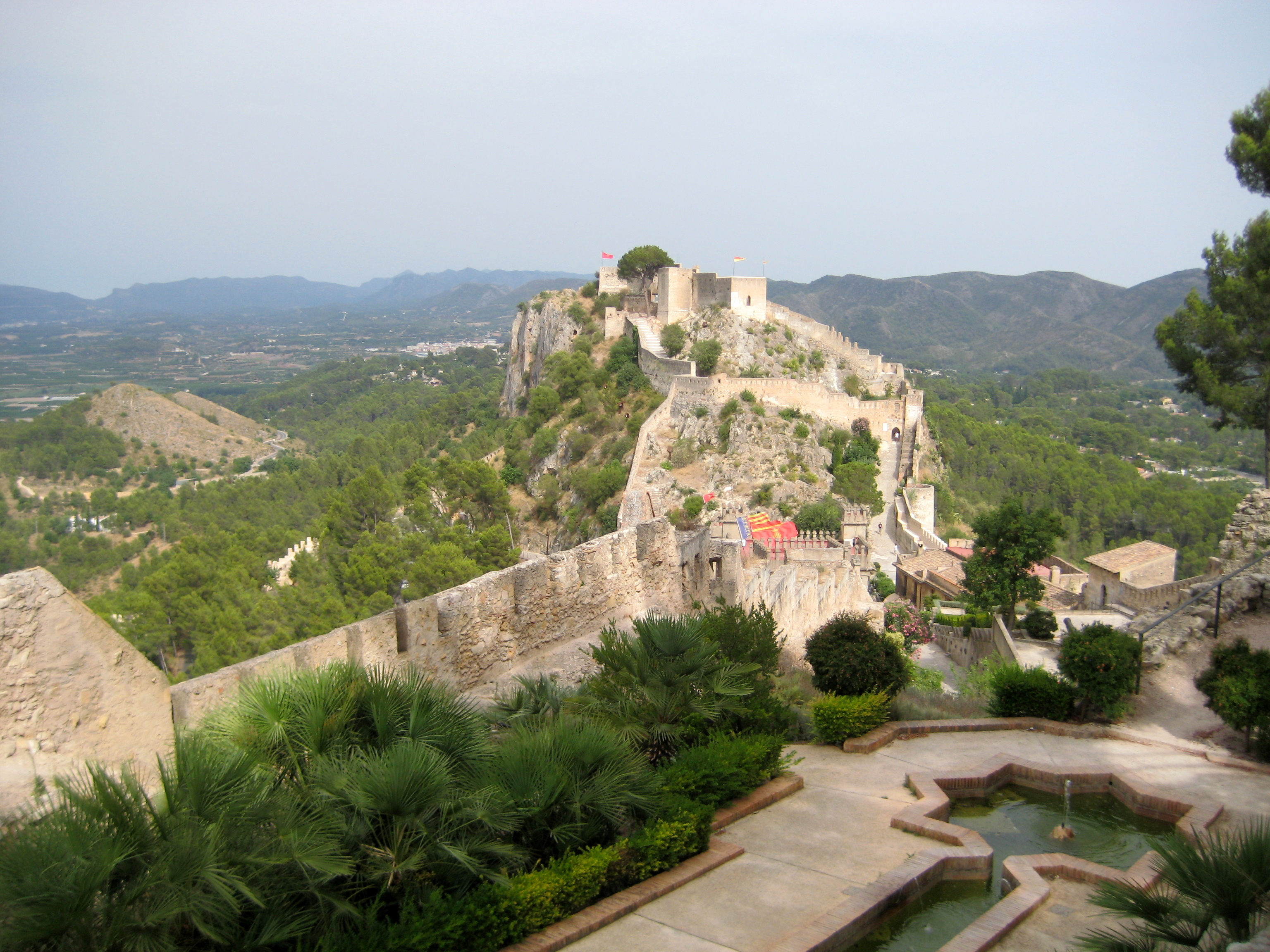
Castello di Jàtiva

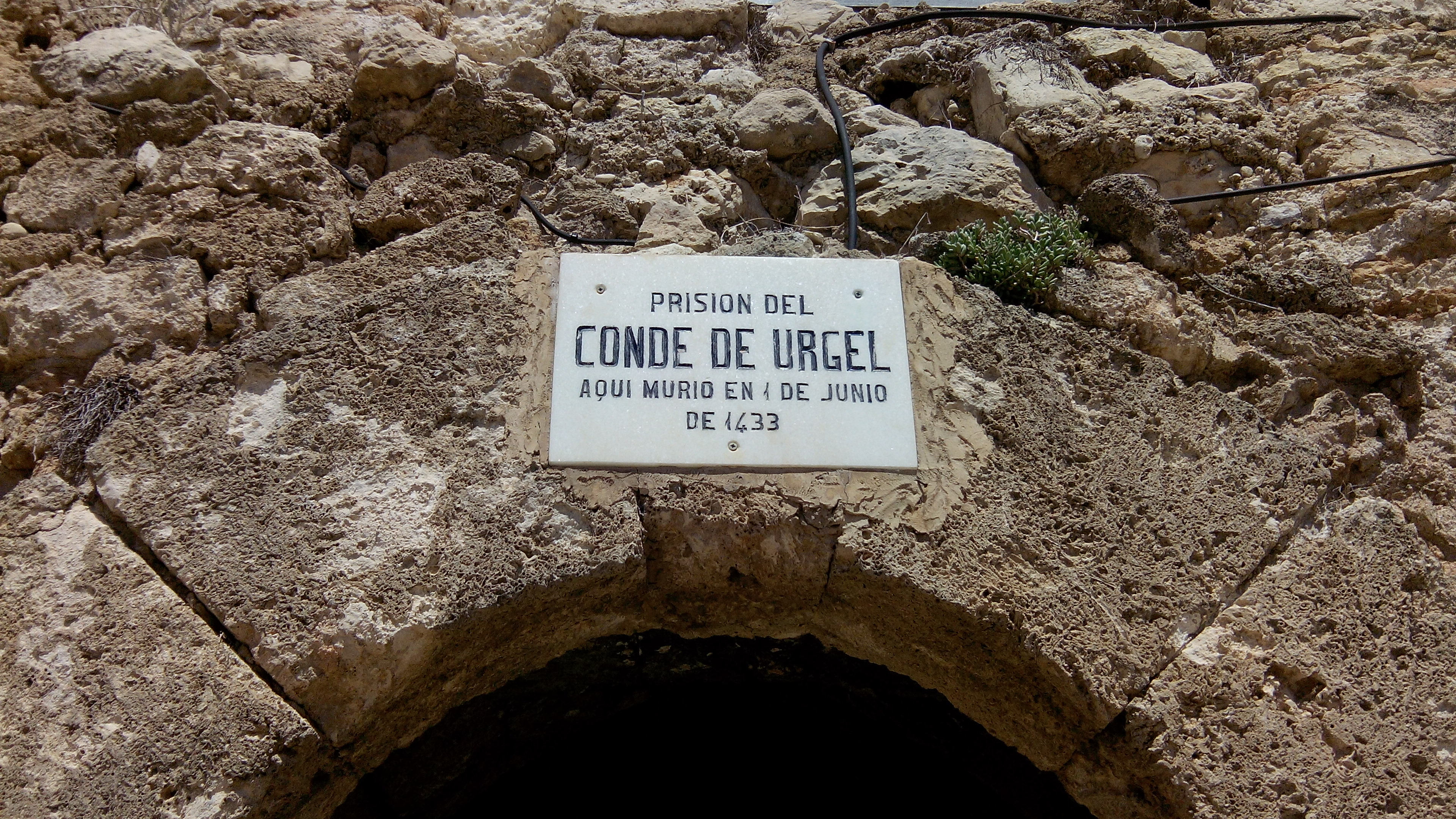
Prigione di Giacomo II, nel Castello di Jàtiva

Giacomo Perez, o Giacomo di Urgell detto El Dissortat (lo Sfortunato).  Chaime in aragonese, Jakue in basco, Jaime in asturiano, in spagnolo e in portoghese, Xaime in galiziano, Jaume in catalano, Jacme in occitano, Jacques in francese, James in inglese, Jakob in tedesco e Jacobus in fiammingo (Balaguer, 1380 – Jàtiva, 1º giugno 1433), fu barone di Entenza, signore d'Alcolea e di Chiva, barone di Antillón, barone di Fraga, conte di Urgel e visconte di Àger dal 1408 al 1413, fu l'ultimo conte indipendente di Urgell.

## Origine
Come conferma il Los cinco libros postreros de la primera parte de los Anales de la Corona de Aragón, v.2, Giacomo era il figlio terzogenito (maschio secondogenito) del conte di Urgel, visconte di Àger, barone di Entenza, Antillón e Fraga, Pietro II, e della signora di Acqui, Margherita del Monferrato, che, secondo il Ragionamento familiare dell´origine dei Marchesi di Monferrato, per Benvenuto di S. Giorgio, era figlia di Giovanni II Paleologo, Marchese del Monferrato, e della sua seconda moglie, Elisabetta di Maiorca, regina titolare di Maiorca, contessa titolare di Rossiglione e di Cerdagna, figlia secondogenita del re di Maiorca, conte di Rossiglione e di Cerdagna, signore di Montpellier e principe d'Acaia, Giacomo III il Temerario e della principessa di Aragona Costanza d'Aragona.

Pietro II di Urgell, secondo il testamento del padre, era il figlio primogenito del conte di Urgel, visconte di Àger, barone di Entenza e Antillón, Giacomo I, e di Cecilia di Comminges, che, secondo il testamento del padre (il nonno di Pietro), era figlia primogenita del conte di Comminges e visconte di Turenna, Bernardo VIII († 1336) e della sua terza moglie, Mathe de l'Isle-Jourdain († 1352), figlia di Bernardo Giordano III (†  nel 1340 circa), signore de l'Isle-Jourdain e della moglie, Margherita di Foix.

## Biografia
Suo padre, Pietro II (don Pedro Conde de Urgel) morì nel castello di Balaguer (en el castillo de Balaguer), nel giugno 1408, come viene riportato in Los cinco libros postreros de la primera parte de los Anales de la Corona de Aragón, v.2,
Giacomo succedette al padre nei titolo di conte di Urgell, di visconte di Àger e barone di Fraga, come Giacomo II, mentre il fratello, Giovanni (1396-1410), l'altro figlio maschio ancora in vita, diveniva barone di Entenza e Antillón (titoli che Giacomo ereditò nel 1410).
A seguito della morte dell'erede al trono della Corona d'Aragona, Martino il Giovane, nel luglio del 1409, il re d'Aragona, Martino I di Aragona nominò Giacomo II Governatore generale del regno (carica che spettava all'erede al trono).

Dato che Martino I, dalla seconda moglie non aveva avuto altri eredi legittimi, pensò di lasciare il trono al nipote, il figlio illegittimo di Martino il Giovane, Federico di Luna, che avrebbe dovuto essere legittimato, per cui, nel 1410, sospese Giacomo II dalla carica di Governatore generale, anche per le pressioni dell'arcivescovo di Saragozza.
Martino I improvvisamente morì il 31 maggio 1410, all'età di 52 anni, senza aver portato a termine la legittimazione del nipote e avendo esautorato Giacomo II, che entrò in armi in Saragozza, a cui seguì un periodo di incertezza, detto "l'interregno", che durò due anni e che, essendo l'opinione pubblica molto divisa tra i vari pretendenti (cinque: oltre ai due già menzionati vi erano Alfonso d'Aragona, duca de Gandia, nipote, per linea maschile, di Giacomo II il Giusto; Luigi III d'Angiò, duca di Calabria, nipote, attraverso sua madre, Iolanda di Aragona, di Giovanni I di Aragona e Ferdinando di Trastamara, el de Antequera, figlio di Eleonora d'Aragona, sorella di Martino il Vecchio), portò l'Aragona sull'orlo della guerra civile.

Giacomo II era il pretendente che aveva più legittimità, per essere il più vicino a Martino per linea legittima diretta maschile ed aveva l'appoggio della famiglia De Luna d'Aragona e della famiglia Vilaragut di Valencia.
Le Cortes di Catalogna, di Valencia e d'Aragona decisero per un arbitrato, nominarono tre rappresentanti per regno, trascurando però di invitare i rappresentanti di Maiorca, Sicilia e Sardegna: i nove delegati scelsero tra i cinque pretendenti e, col Compromesso di Caspe, del 1412, decisero che sarebbe stato sovrano della corona d'Aragona e re di Sicilia Ferdinando el de Antequera, infante del castigliano casato di Trastámara.

Tra i delegati vi era Vincenzo Ferreri, considerato la longa manus di papa Benedetto XIII, che appoggiava apertamente Ferdinando el de Antequera, che riuscì a far eleggere il candidato del papa.

Ferdinando di Trastámara o d'Antequera, dopo l'incoronazione, offri a Giacomo II il prestigioso titolo di Duca di Montblanc, 150.000 fiorini e il matrimonio tra il proprio figlio, Enrico e la figlia di Giacomo II, Isabella; ma Giacomo II consigliato dalla madre Margherita, rifiutò e non riconobbe la decisione di Caspe, anzi, ottenuto l'aiuto degli Inglesi, dei guasconi e dei Navarresi, diede inizio ad una guerra civile, durante la quale, sopportato da Antonio de Luna, nel giugno del 1413, attaccò Huesca e Lérida, ma poi fu sconfitto da Ferdinando che lo assediò a Balaguer.

 Il 31 ottobre 1413, Giacomo si arrese, a Balaguer.
Ferdinando gli fece grazia della vita, ma lo imprigionò e gli confiscò tutti i suoi titoli, inclusa la dote della moglie, lo confinò in un castello, dove, mantenendo la sua servitù e conducendo una vita normale, passò il resto della vita.
Anche sua madre, Margherita, era stata sconfitta, nel 1314; Ferdinando concesse a lei e alle due figlie che non erano maritate una pensione annua di 5 000 fiorini, e Margherita visse tra Saragozza e Morella.

In quello stesso anno, Margherita organizzò un piano per l'evasione del figlio, Giacomo II, ma fu scoperta ed imprigionata a Cullera ed a Alicante; Ferdinando le concesse una piccola pensione, ma continuò a tenerla in custodia; nel 1419, fu trasferita a Morella, dove, nel 1420 morì.
Le prigioni di Giacomo II furono diverse, dapprima nel castello di Urueña, poi nel 1420, fu trasferito nel castello di Mora, nei pressi di Toledo, nel 1422 nel Real Alcázar di Madrid, e nel 1424 fu riportato a Urueña. Dopo fu portato Castrotorafe, nei pressi di Zamora, poi nel 1426 fu detenuto a Teruel, ed in quello stesso anno fu trasferito al castello di Jàtiva, dove pare, nel 1430, ricevette la visita di Alfonso il Magnanimo, che non si fece riconoscere, ma che da allora la prigionia fu meno dura.
Giacomo II morí il primo giugno 1433, e fu tumulato nel Convento de San Francisco, a Játiva, e, dal 1939, nel Castello di Jàtiva.
La leggenda del suo assassinio da parte dei fratelli di Alfonso il Magnanimo, Giovanni, Enrico e Pietro, fu raccolta, o inventata, da l'autore de La fi del comte d'Urgell, presentata come una cronaca anonima in catalano.

## Matrimonio e discendenza
Il 29 luglio 1407, Giacomo, come ci viene confermato dal Los cinco libros postreros de la primera parte de los Anales de la Corona de Aragón, v.2, aveva sposato Isabella di Barcellona (1380-1424), la figlia del suo prozio, Pietro IV il Cerimonioso, e della sua quarta moglie, Sibilla di Fortià.
Giacomo II da Isabella ebbe cinque figli:

- Isabella di Urgell (1409-1443), che sposò Pietro d'Aviz
- Eleonora di Urgell (1414-1438), che sposò Raimondo Orsini, Principe di Salerno, duca di Amalfi e conte di Nola
- Giovanna di Urgell (1415-1446), che sposò prima Giovanni I, conte di Foix, come ci conferma la Chroniques romanes des comtes de Foix,[17] e poi Giovanni Raimondo Folch III de Cardona
- Filippo di Urgell († 1422)
- Caterina di Urgell († 1424)

## Ascendenza
|                           |                          |                           | Genitori                                 |  |  | Nonni |  |  | Bisnonni           |  |  | Trisnonni            |  |
|                           |                          |                           |                                          |  |  |       |  |  | Alfonso il Benigno |  |  | Giacomo II il Giusto |  |
|                           |                          |                           |                                          |  |  |       |  |  | Alfonso il Benigno |  |  | Giacomo II il Giusto |  |
|                           |                          | Bianca di Napoli          |                                          |  |  |       |  |  | Alfonso il Benigno |  |  |                      |  |
| Giacomo I di Urgell       |                          |                           |                                          |  |  |       |  |  | Alfonso il Benigno |  |  |                      |  |
|                           |                          | Teresa di Entenza         | Gombaldo di Entenza                      |  |  |       |  |  |                    |  |  |                      |  |
|                           |                          | Teresa di Entenza         | Gombaldo di Entenza                      |  |  |       |  |  |                    |  |  |                      |  |
|                           |                          | Teresa di Entenza         | Costanza di Antillón                     |  |  |       |  |  |                    |  |  |                      |  |
| Pietro II di Urgell       |                          | Teresa di Entenza         |                                          |  |  |       |  |  |                    |  |  |                      |  |
|                           |                          | Bernardo VII di Comminges | Bernardo VI di Comminges                 |  |  |       |  |  |                    |  |  |                      |  |
|                           |                          | Bernardo VII di Comminges | Bernardo VI di Comminges                 |  |  |       |  |  |                    |  |  |                      |  |
|                           |                          | Bernardo VII di Comminges | Teresa d'Astarac                         |  |  |       |  |  |                    |  |  |                      |  |
| Cecilia di Comminges      |                          | Bernardo VII di Comminges |                                          |  |  |       |  |  |                    |  |  |                      |  |
|                           |                          | Mathe dell'Isle Jourdain  | Bernardo Giordano III dell'Isle Jourdain |  |  |       |  |  |                    |  |  |                      |  |
|                           |                          | Mathe dell'Isle Jourdain  | Bernardo Giordano III dell'Isle Jourdain |  |  |       |  |  |                    |  |  |                      |  |
|                           |                          | Mathe dell'Isle Jourdain  | Martha d'Illa                            |  |  |       |  |  |                    |  |  |                      |  |
| Giacomo II di Urgell      |                          | Mathe dell'Isle Jourdain  |                                          |  |  |       |  |  |                    |  |  |                      |  |
|                           | Teodoro I del Monferrato | Andronico II Paleologo    |                                          |  |  |       |  |  |                    |  |  |                      |  |
|                           | Teodoro I del Monferrato | Andronico II Paleologo    |                                          |  |  |       |  |  |                    |  |  |                      |  |
|                           | Teodoro I del Monferrato | Violante del Monferrato   |                                          |  |  |       |  |  |                    |  |  |                      |  |
| Giovanni II Paleologo     | Teodoro I del Monferrato |                           |                                          |  |  |       |  |  |                    |  |  |                      |  |
|                           |                          | Argentina Spinola         | Opicino Spinola                          |  |  |       |  |  |                    |  |  |                      |  |
|                           |                          | Argentina Spinola         | Opicino Spinola                          |  |  |       |  |  |                    |  |  |                      |  |
|                           |                          | Argentina Spinola         | …                                        |  |  |       |  |  |                    |  |  |                      |  |
| Margherita del Monferrato |                          | Argentina Spinola         |                                          |  |  |       |  |  |                    |  |  |                      |  |
|                           |                          | Giacomo III il Temerario  | Ferdinando d'Aragona                     |  |  |       |  |  |                    |  |  |                      |  |
|                           |                          | Giacomo III il Temerario  | Ferdinando d'Aragona                     |  |  |       |  |  |                    |  |  |                      |  |
|                           |                          | Giacomo III il Temerario  | Esclarmonde di Foix                      |  |  |       |  |  |                    |  |  |                      |  |
| Elisabetta di Maiorca     |                          | Giacomo III il Temerario  |                                          |  |  |       |  |  |                    |  |  |                      |  |
|                           |                          | Costanza d'Aragona        | Alfonso il Benigno                       |  |  |       |  |  |                    |  |  |                      |  |
|                           |                          | Costanza d'Aragona        | Alfonso il Benigno                       |  |  |       |  |  |                    |  |  |                      |  |
|                           |                          | Costanza d'Aragona        | Teresa di Entenza                        |  |  |       |  |  |                    |  |  |                      |  |
|                           |                          | Costanza d'Aragona        |                                          |  |  |       |  |  |                    |  |  |                      |  |

### Fonti primarie
- (LA)  (FR)  Histoire généalogique de la maison d'Auvergne, justifiée par chartes, titres et histoires anciennes et autres preuves authentiques, par Christofle Justel.
- (LA)  (FR)  Histoire généalogique de la maison d'Auvergne justifiée par chartes, titres, histoires anciennes & autres preuves authentiques. Tome 2.
- (LA)  Rerum Italicarum scriptores, Tomo XXIII.
- (ES)  #ES CARTULARIO SAN JUAN DE LA PENA.

### Letteratura storiografica
- Rafael Altamira, Spagna, 1412-1516, in Storia del mondo medievale, vol. VII, 1999, pp. 546–575.
- (ES)  Historia de los condes de Urgel, Tomo II.
- (CA)  #ES cartulari Xestalgar Archiviato il 2 dicembre 2020 in Internet Archive..
- (CA)  Chroniques romanes des comtes de Foix.
- (ES)  Los cinco libros postreros de la primera parte de los Anales de la Corona de Aragón, v.2.